# 토니 모런

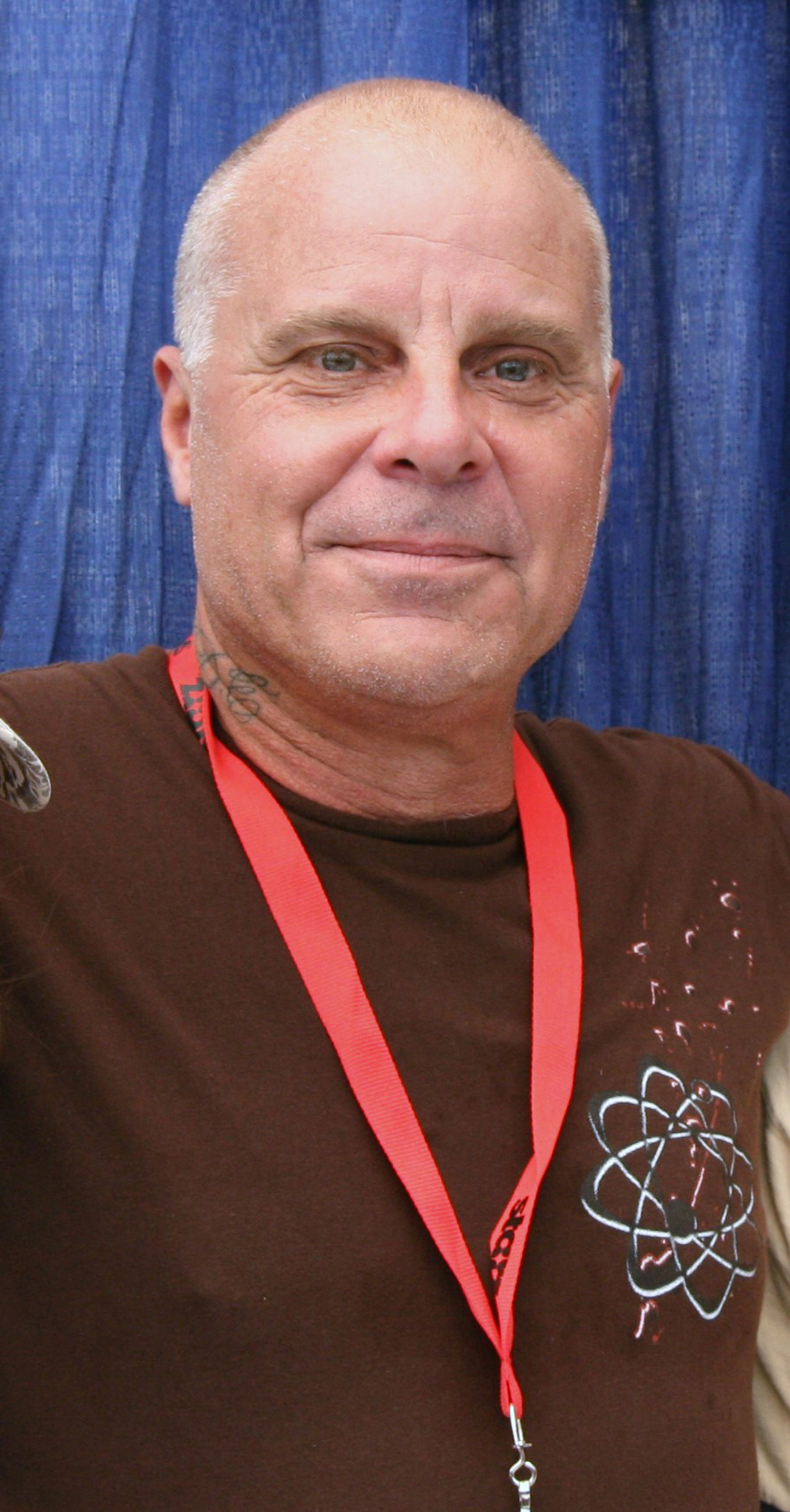

토니 모런(Tony Moran, 1957년 8월 14일 ~ )은 미국의 배우, 텔레비전 배우이다.
버뱅크에서 태어났다.

## 영화
- 라스베가스 모텔 살인사건 (2019년) - 프랭크 역
- 이머징 패스트 (2011년)
- 베그 (2011년)
- 할로윈 2 - 저주받은 병실 (1981년)
- 할로윈 (1978년)